# Broualan
Broualan är en kommun i departementet Ille-et-Vilaine i regionen Bretagne i nordvästra Frankrike. Kommunen ligger i kantonen Pleine-Fougères som tillhör arrondissementet Saint-Malo. År 2022 hade Broualan 411 invånare.

## Befolkningsutveckling
Antalet invånare i kommunen Broualan
Referens:INSEE